# Coritiba Foot Ball Club (futebol feminino)
O Coritiba Feminino é a equipe de futebol feminino do Coritiba Foot Ball Club, clube multiesportivo localizado na cidade de Curitiba.

## História
O Coritiba Foot Ball Club iniciou sua trajetória no futebol feminino em 2016, quando montou uma equipe para disputar a Liga Feminina de Futebol Sub-20. Esse passo foi parte da adaptação às exigências do cenário esportivo brasileiro, que passou a demandar a presença de clubes de futebol masculino nas competições femininas.
Em 2017, o Coritiba firmou uma parceria com o Foz Cataratas Futebol Clube, equipe tradicional do futebol feminino paranaense, sob a nomenclatura de "Foz Cataratas/Coritiba".  A parceria havia se iniciado ainda em 2016, quando o clube alviverde se uniu ao time iguaçuense para a disputa da Copa Libertadores da América de Futebol Feminino daquele ano. O vínculo, que durou até o final de 2018, foi feita para aumentar a participação do Coritiba nas competições femininas, conforme a obrigatoriedade da CBF de que clubes da Série A masculina devam criar equipes femininas. Além de apoiar financeiramente o Foz Cataratas, que disputava a Série A1 do Campeonato Brasileiro Feminino.
Em fevereiro de 2020, o Coritiba estabeleceu uma nova parceria, desta vez com o Toledo Esporte Clube, sob a marca "Toledo/Coritiba", que permaneceu até março de 2021. O intuito era atender novamente à obrigatoriedade da CBF.
Em março de 2022, o Coritiba reativou novamente a modalidade. Dessa vez, em uma parceria com o Imperial de Curitiba, pela primeira vez, o Coritiba assumiu a responsabilidade de administrar o time feminino, representando uma mudança significativa ao assumir o controle da marca, o que não havia acontecido com as parcerias anteriores.